# 川喜田壮太郎
川喜田 壮太郎（かわきた そうたろう、1904年（明治37年）8月19日 - 1972年（昭和47年）9月27日）は、日本の銀行家、文化人。元百五銀行頭取・会長、父は川喜田半泥子。

## 略歴・人物
三重県津市に、旧家川喜田家の長男として生まれる。1928年（昭和3年）に法政大学経済学部を卒業し、日本銀行に入行する。1936年（昭和11年）に百五銀行に移り、1951年（昭和26年）に同行頭取に就任し、1971年11月には会長に就任。また、菱川合資代表、相互商事社長、東海製鉄役員などを務めた。
三重経済界のトップとして、戦中・戦後を乗り切る。また、半泥子が設立した石水会館を石水博物館に発展させ、地域の文化振興に貢献する。アマチュア映画作家としても知られ、そのフィルムは東京国立近代美術館フィルムセンターへ寄贈されている。

## 著書
- 『南洋の旅 写真と日記』（1940）
- 『ソ連とイランの画信』（丸善、1965）
- 『紙つぶて』（東亜印刷、1967）
- 『随想』（別所書店、1969）

## 親族
父は陶芸家としても著名な実業家の川喜田半泥子（川喜田久太夫）、実弟はKJ法を作り出した文化人類学者の川喜田二郎、岳父は日本銀行理事・三和銀行初代頭取の中根貞彦。
- 妻　ハル（明治42年生まれ）- 三和銀行頭取・中根貞彦の長女、女子学習院出身
- 長男　川喜田貞久（昭和9年生まれ）- 慶應義塾大学政治卒、百五銀行取締役
- 二男 冬二（昭和10年生まれ）- 学習院大学卒、三菱油化勤務
  - 同妻 由紀子（昭和15年生まれ）、小池鉄造二女、フェリス女子短期大学卒
- 三男 敦（昭和13年生まれ）- 法政大学卒、山林自営
  - 同妻 節子（昭和14年生まれ）- 吉田俊二長女、東京芸術大学卒
- 長女 渚（昭和16年生まれ）- 立教大学卒、安居伸浩(昭和６、安居喜造長男、慶應義塾大学卒、王子製紙勤務)に嫁す
- 二女　さつき（昭和19年生まれ）- 国立音楽大学卒

## 参考資料
- 『昭和人名辞典Ⅲ』（日本図書センター、1994）
- 『人物物故大年表 日本人編 Ⅱ』（日外アソシエーツ、2006）